# 戴珤
戴珤（1419年—？），字廷用，直隸和州含山縣人，軍籍。明朝政治人物。進士出身。

## 生平
應天府鄉試第七十二名。正統十年（1445年）乙丑科會試第一百四十七名，殿試登進士第三甲第九十名。

## 家族
曾祖戴勝。祖父戴冕。父亲戴中道。